# Squamella
Squamella is een monotypisch geslacht van korstmossen behorend tot de familie Cladoniaceae. Het bevat alleen de soort Squamella spumosa.